# Gabriel Guevara
Pour les articles homonymes, voir Guevara.
Gabriel Alejandro Guevara Mourreau  est un acteur et mannequin espagnol, né le 6 février 2001 à Madrid en Espagne.
Il est notamment connu pour son rôle de Nicholas Leister (Nick) dans le film espagnol, À contre-sens sur Prime Video. Il a également joué dans la célèbre série espagnole Skam España, aux côtés d'Alba Planas et de Nicole Wallace.

## Biographie

### Jeunesse et formation
Gabriel Guevara est né à Madrid en Espagne, de parents du monde de l'art et du divertissement. Sa mère, est l'actrice française Marlène Mourreau et son père, est le danseur cubain Michel Guevara, il est donc bilingue depuis son plus jeune âge.

### Carrière
Il a commencé sa carrière en intégrant le casting de la version espagnole de Skam España en tant que personnage secondaire au cours de ses deux premières saisons.
Après avoir participé au film Charter réalisé par Amanda Kernell et à la série télévisée Señoras del (h)AMPA (es) de Telecinco, il rejoint le casting principal de la série télévisée espagnole HIT avec le personnage de Darío pendant deux saisons.
Par la suite, il a signé pour Netflix pour incarner l'un des personnages principaux de la série Tú no eres especial (es), créée en 2022 sur la plateforme. Au cours de l'été de la même année, il crée rejoint le casting de la série Cómo mandarlo todo a la mierda (es), diffusée sur HBO Max.
En 2023, il est à l’affiche du film À contre-sens (My Fault) avec Nicole Wallace son ancienne partenaire dans la série Skam España. Il s'agit d'un film d'amour espagnol réalisé par Domingo González (es), basé sur le best-seller du même nom de Mercedes Ron. Sorti le 8 juin 2023, il est devenu un succès international et se classe dans les films les plus visionnés sur Prime Video,. Après le succès fulgurant du film À contre-sens, l’autrice Mercedes Ron a annoncé sur ses réseaux sociaux que les deux prochains films de la trilogie seront tournés prochainement.
En mai 2024, il fait partie du casting de Ni una más, mini-série espagnole Netflix aux cotés de Clara Galle et Nicole Wallace, basée sur le roman de l'écrivain Miguel Sáez Carral (es), où il incarne Alberto Gaspar, la série dénonçant les violences sexuelles, dont la diffusion a eu un grand impact d'abord en Espagne, puis dans le reste de l'Europe.
En 2024, il reprend le rôle de Nick Leister dans À contre-sens 2, diffusé le 27 décembre 2024 par Prime Video.
En 2025, il incarne un nouveau rôle Alvaro dans la serie Mar afuera (es) et il incarne à nouveau le rôle de Nick Leister dans le dernier film de la trilogie intitulé À contre-sens 3. Le film est prévu en 2025 par Prime Video.

## Filmographie

### Films
- 2018 : Charter d'Amanda Kernell : Manuel
- 2023 : Mañana es hoy (es) de Nacho G. Velilla (es) : Charly
- 2023 : À contre-sens (My Fault) de Domingo González (es) : Nicholas (Nick) Leister (Prime Vide)
- 2024 : À contre-sens 2 (Your Fault) de Domingo González (es) : Nicholas (Nick) Leister (Prime Vide)
- 2025 : À contre-sens 3 (Culpa nuestra) de Domingo González (es): Nicholas (Nick) Leister (Prime Vide)

### Télévision

#### Séries télévisées
- 2018-2019 : Skam España Cristian Miralles : (12 épisodes)
- 2020 : Señoras del (h)AMPA (es) : Cristofer (2 épisodes)
- 2020-2021 : HIT: Darío Carvajal Aguirre (11 épisodes)
- 2022 : Rien qu'une fille ordinaire (es) : Asier (6 épisodes)
- 2022 : Bosé (es) : Nacho Duato (1 épisode)
- 2022 : Cómo mandarlo todo a la mierda (es) : Fran (6 épisodes)[2]
- 2023 : Red Flags : (8 épisodes)
- 2024 : Ni Una Más : Alberto Gaspar (8 épisodes) (Netflix)
- 2025 : Mar afuera (es) : Alvaro (8 épisodes) (atresplayer)

## Voix francophones
En France, Gabriel Guevara n'a pas de voix régulière. Il est cependant doublé par Maxime Van Santfoort dans Bosé (es) et Gauthier Battoue dans À contre-sens.